# Bellamydwarsstraat
De Bellamydwarsstraat is een relatief korte straat in Amsterdam-West. De straat is gelegen tussen de Bellamystraat en de Jan Hanzenstraat en is ongeveer 95 meter lang.

## Geschiedenis
De straat werd aangelegd in een gebied dat daarvoor eeuwenlang in gebruik was geweest voor landbouw en veeteelt. In de 19e eeuw kwamen de terreinen onder de gemeente Nieuwer-Amstel te vallen. Voor wat betreft bebouwing bleef die gemeente vooral een leeg gebied, met hier en daar een plukje woonhuizen. 
In 1891 gaf Nieuwer-Amstel straatnamen uit voor dit afgelegen wijkje. Er kwamen de Nieuwe Weteringstraat (1888) en Nieuwe Weteringdwarsstraat (1891). Op 1 mei 1896 annexeerde de gemeente Amsterdam het noordelijke en dichtst bevolkte deel van Nieuwer-Amstel; Amsterdam had extra  grond nodig voor de almaar groeiende bevolking. Amsterdam-Centrum kende toen al eeuwen de Weteringstraat etc.; men moest op zoek naar twee nieuwe straatnamen. In 1904 werd gekozen voor een vernoeming naar dichter Jacobus Bellamy, in een buurt waarin vernoemd werd naar schrijvers. Die Bellamy kreeg meer vernoemingen, zo is er nog het Bellamyplein. Straten en plein gaven later de wijk de naam Bellamybuurt.

## Gebouwen
Ongeveer de helft van de bebouwing dateert (gegevens 2025) uit het begin van de 20e eeuw, waaronder een blok van Justus Hendrik Scheerboom (huisnummer 11-15). Een deel van de oorspronkelijke bebouwing werd rond 1985 weggesaneerd om plaats te maken voor sociale woningbouw ontworpen door Architectenbureau Holslag en Van Nek (Roel van Nek en Alfons Holslag, huisnummers 1-3). Voor die nieuwbouw werd toen een speelplaatsje gecreëerd. Opmerkelijk is dat het genoemd kantoor in 2000/2001 een complex mocht ontwerpen in de 3e Weteringdwarsstraat, Amsterdam-Centrum. Ook blok 16-18 is relatieve nieuwbouw uit 1991.

## Openbaar vervoer
De straten in de Bellamybuurt zijn te nauw voor vormen van gezamenlijk openbaar vervoer met uitzondering van het plein waar juist de Remise Tollensstraat stond en tram 13 in 1921 en 1922 een kopeindpunt had.

## Kunst
Hoewel hier in de openbare ruimte niet speciaal plek voor is, is er enige kunst te vinden:
- Op de zijgevels van Bellamystraat 62 en 64 (tegenover elkaar gelegen aan de dwarsstraat) zijn in 2020 twee muurschilderingen geplaatst onder de titel Barry & Vos (twee buurtkatten met een eigen website)[1]
- Speelobject in de vorm van een olifant van Sik-Holz (vermoedelijk uit 2008)

## Afbeeldingen

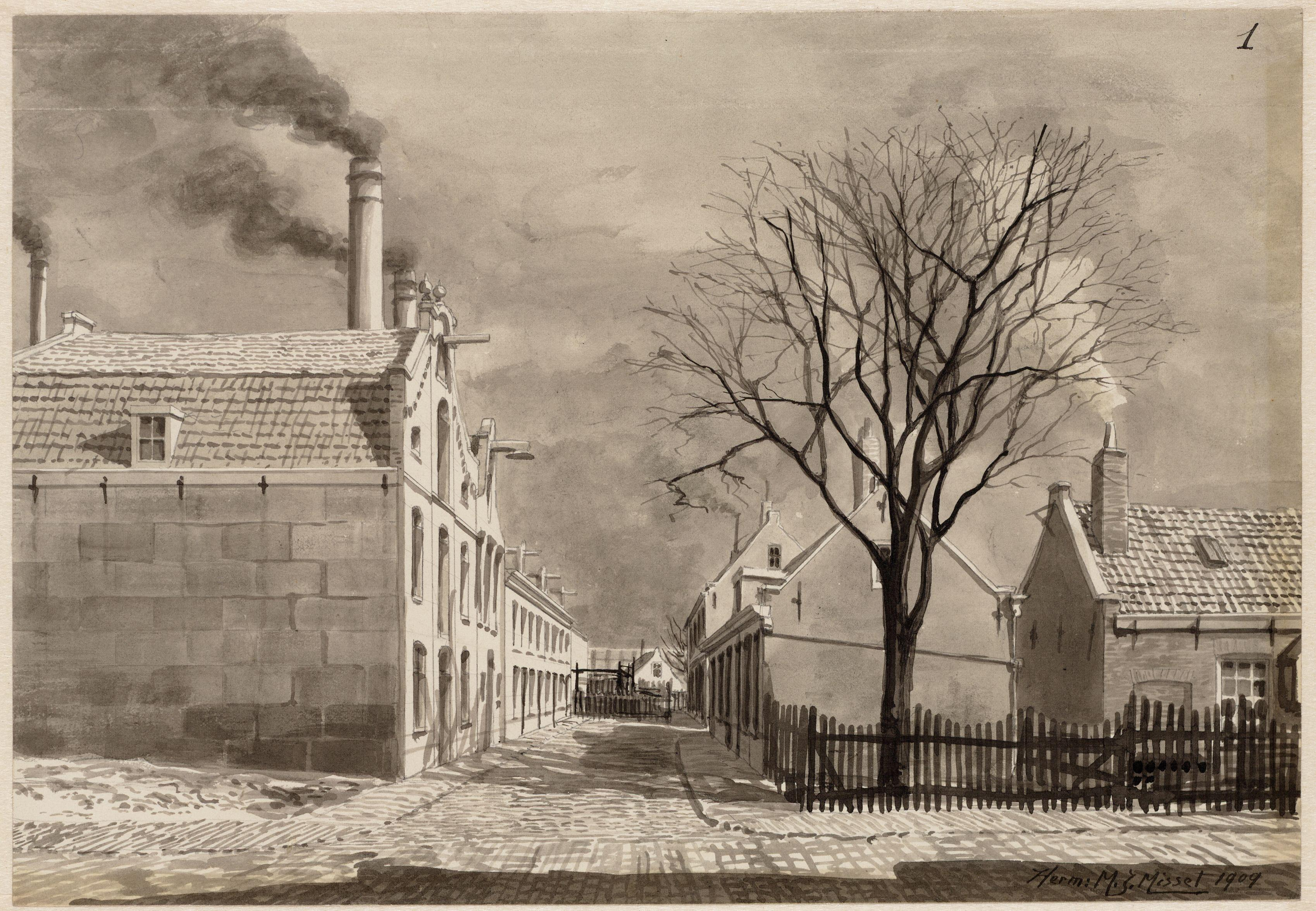
Kruising Bellamydwarsstraat en Wenslauerstraat in 1909 door Herman Misset; geen van de gebouwen overleefde de 20e eeuw
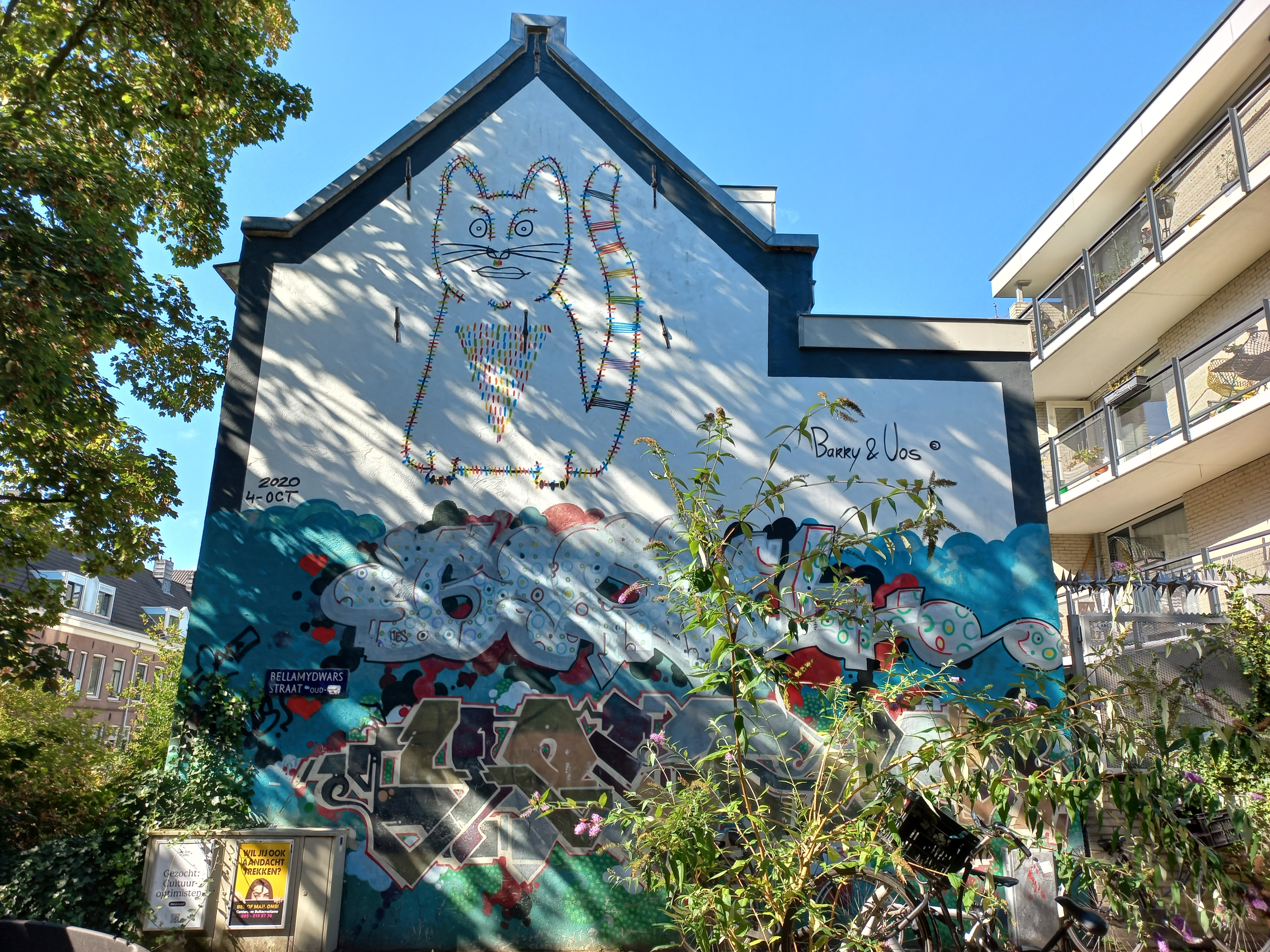
Barry & Vos (september 2024)
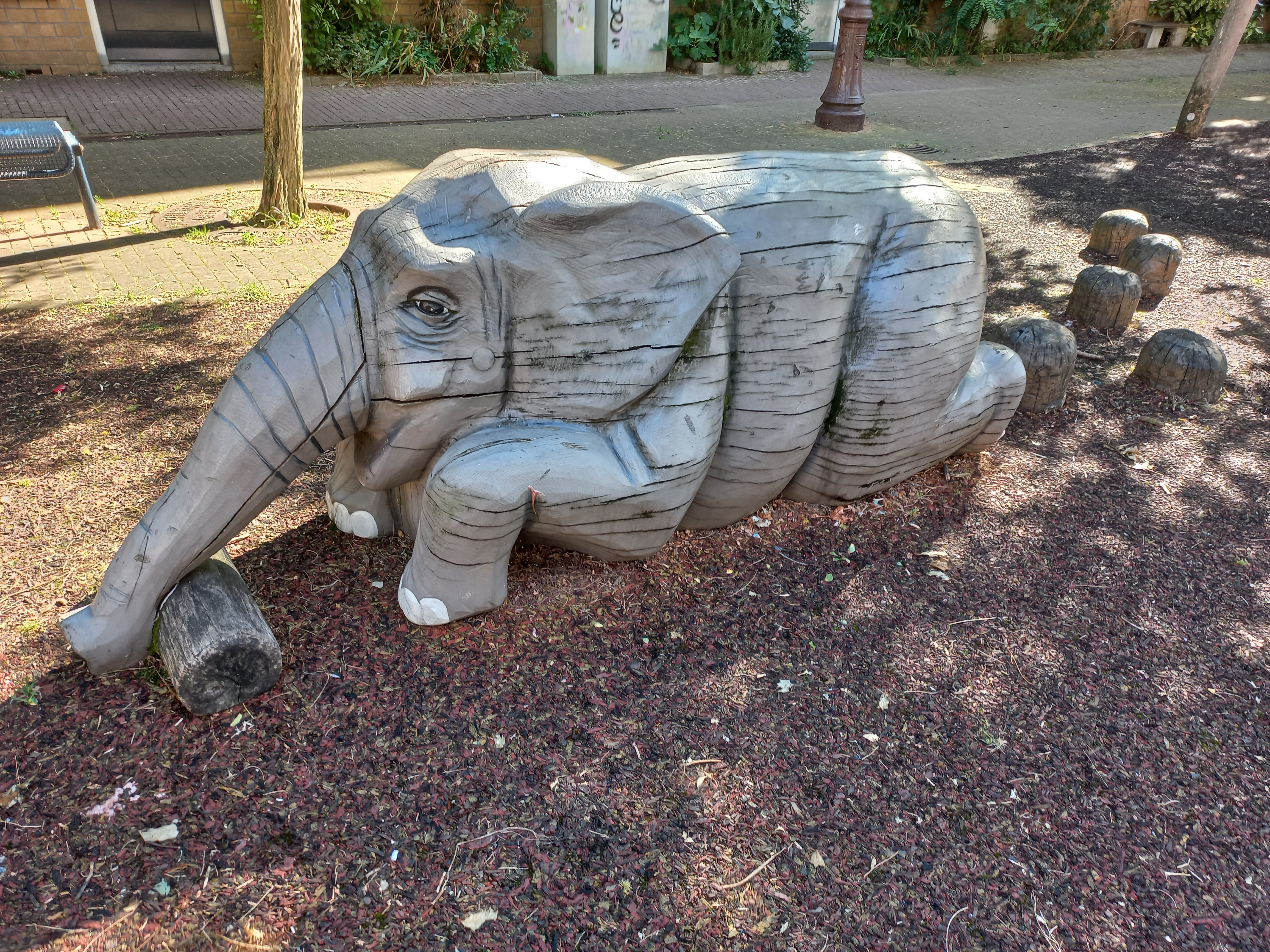
Olifant (september 2024)